# Синагога Юхары Махалля
Синагога Юхары Махалля, с азерб. — «Синагога Верхнего квартала» (азерб.  Yuxarı məhəllə sinaqoqu) — расположенная в городе Огуз Азербайджанской Республики синагога XIX века.

## История
Синагога Верхнего квартала, расположенная на улице Арзу Алиева города Огуз, была построена в 1897 году при содействии и под руководством раввина Баруха. В советские годы синагога, как и другие культовые сооружения, была закрыта, а впоследствии использовалась как складское помещение.
Уже в период независимости Азербайджанской Республики синагога была отреставрирована местными евреями в 2004—2006 годах. В настоящее время она используется в качестве места отправления культа. Каждую пятницу и субботу синагогу посещают евреи Огуза для совершения молитв.

## Фотогалерея

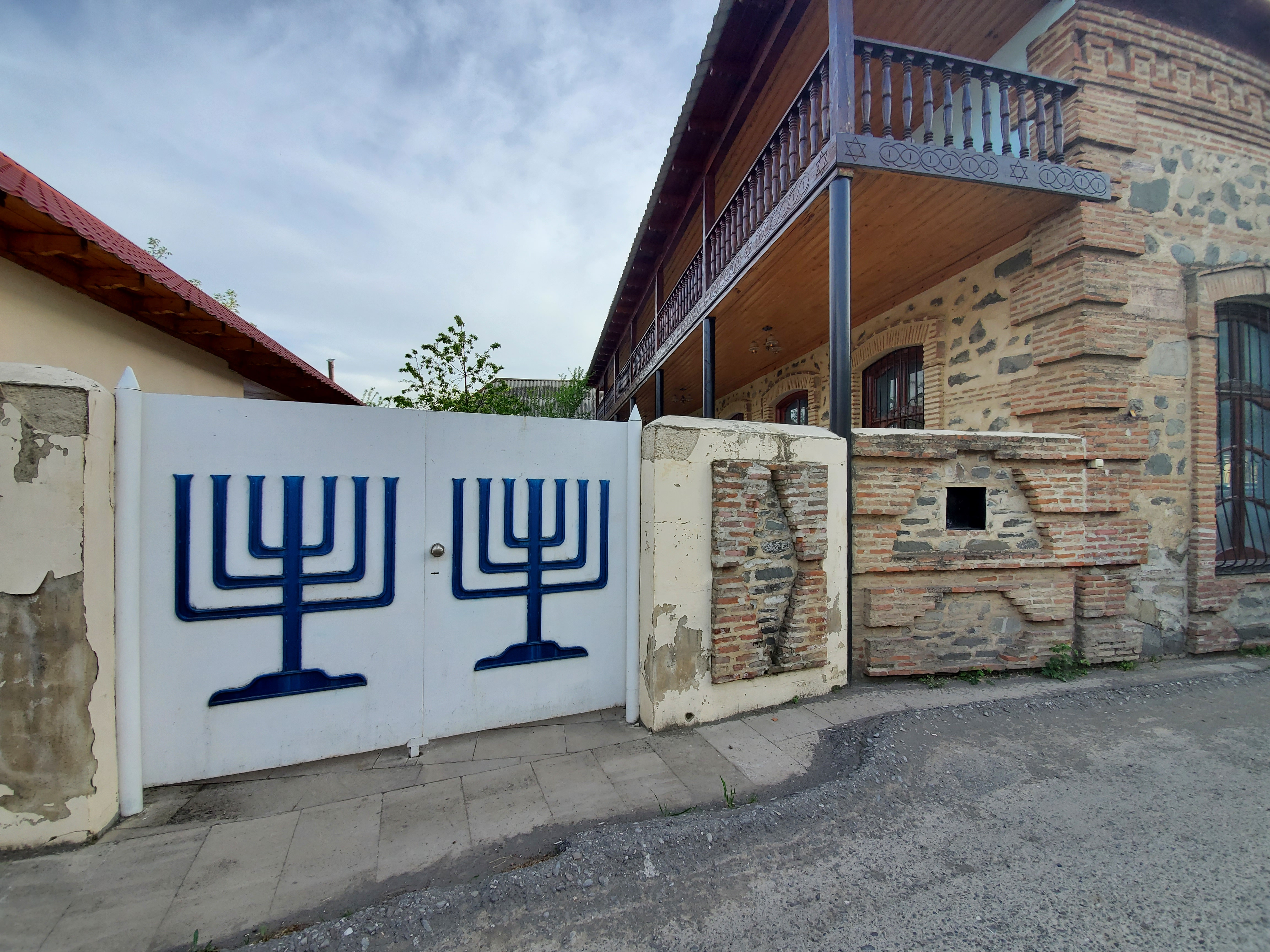
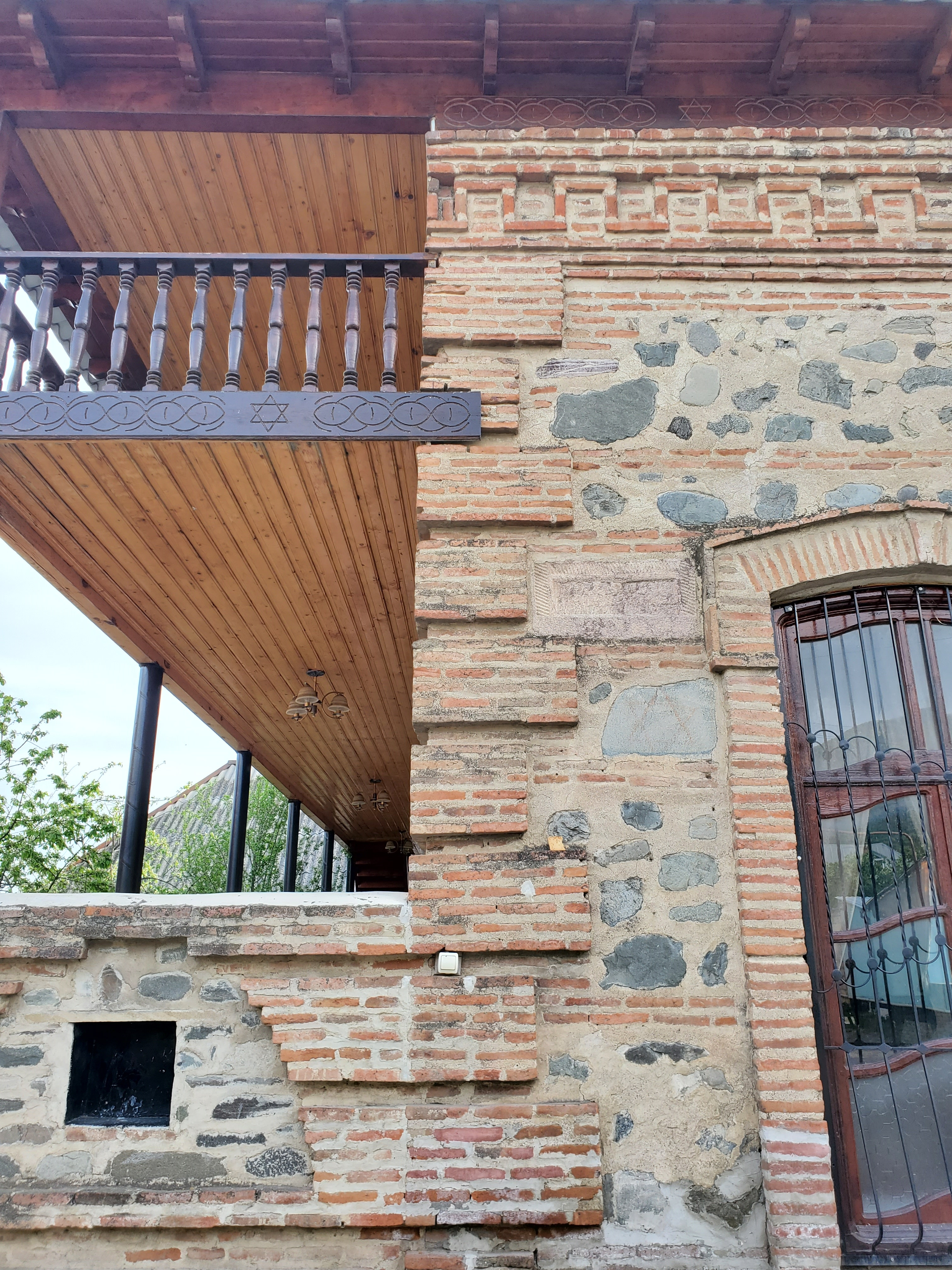
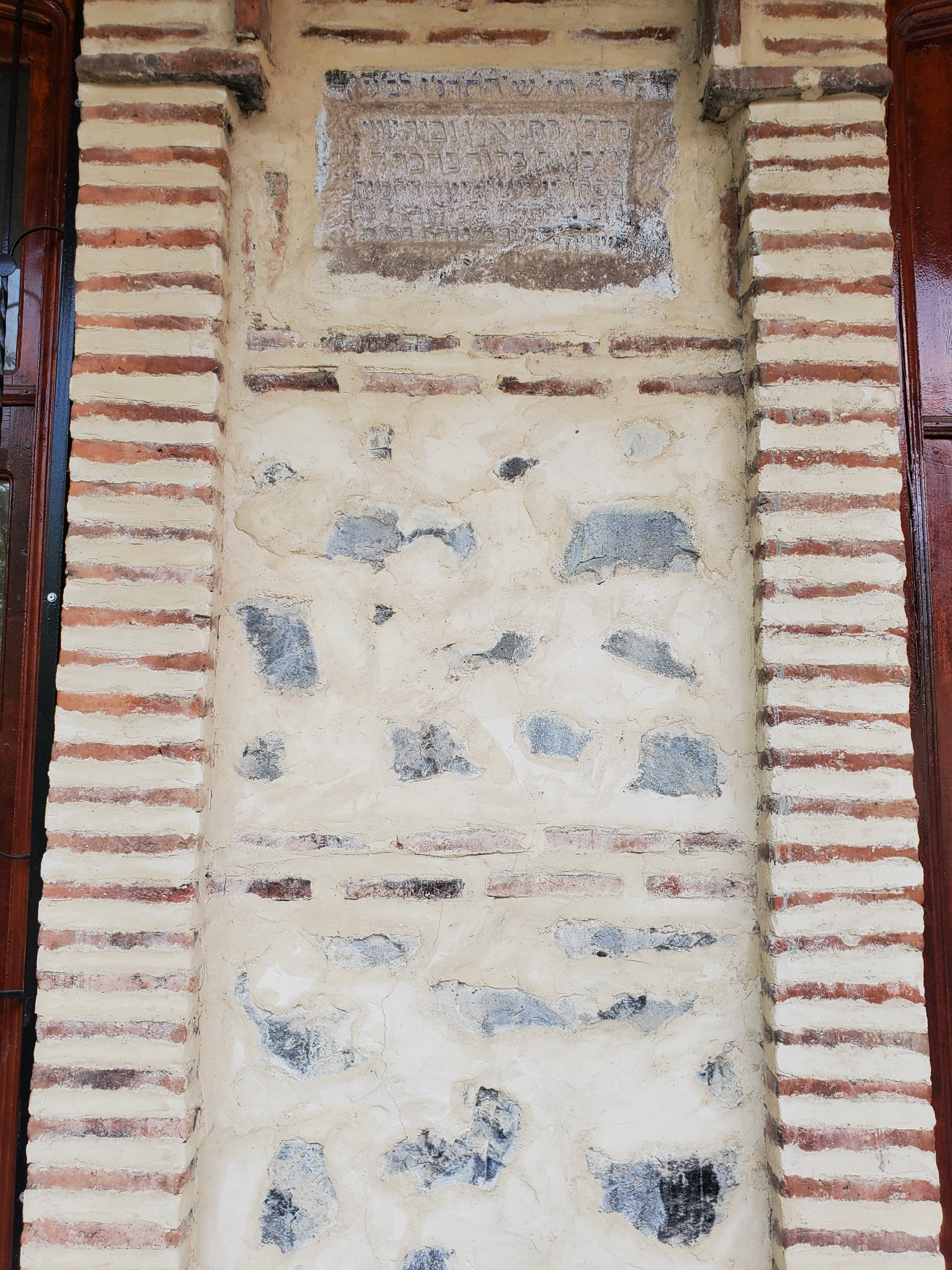
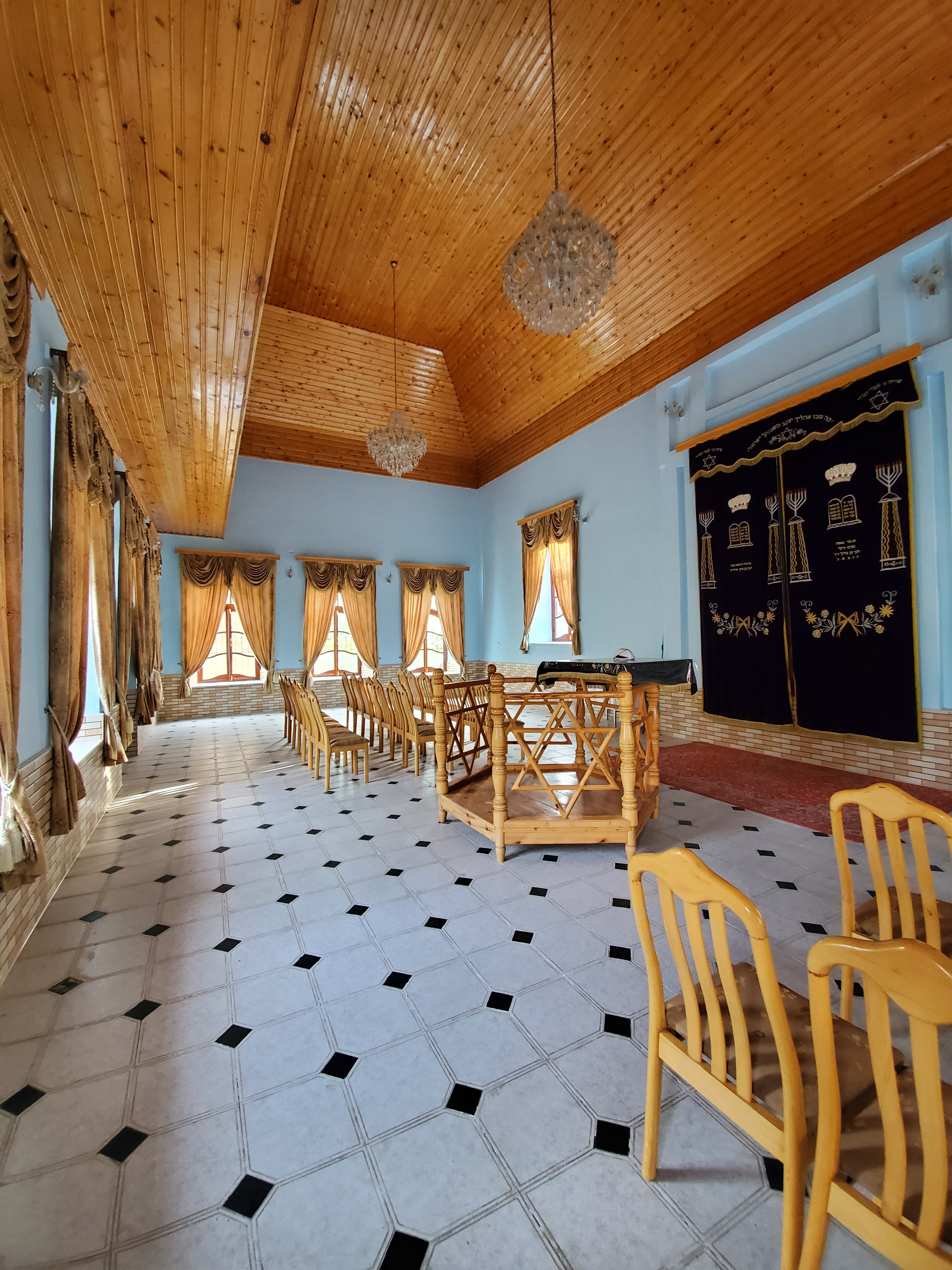
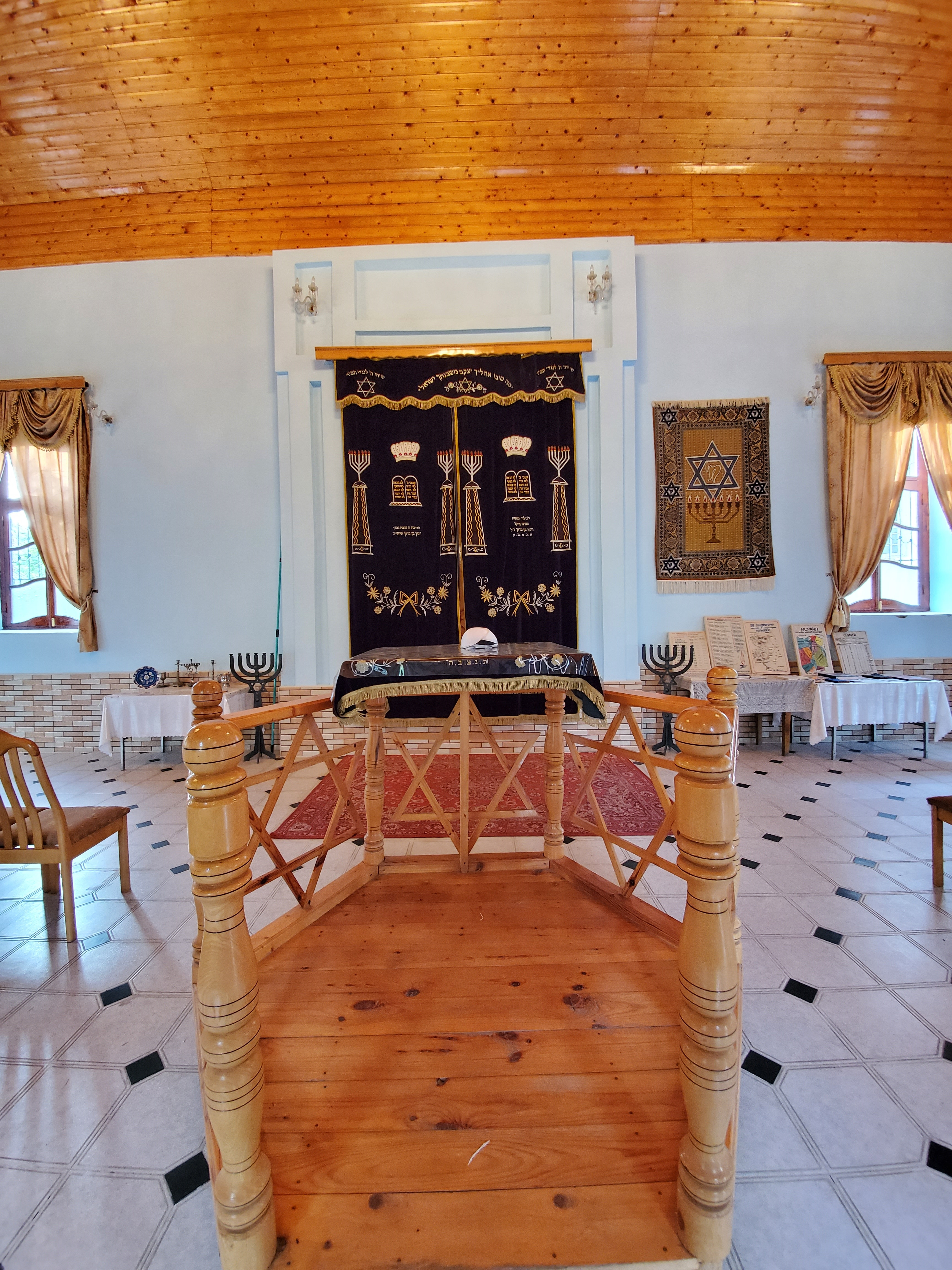
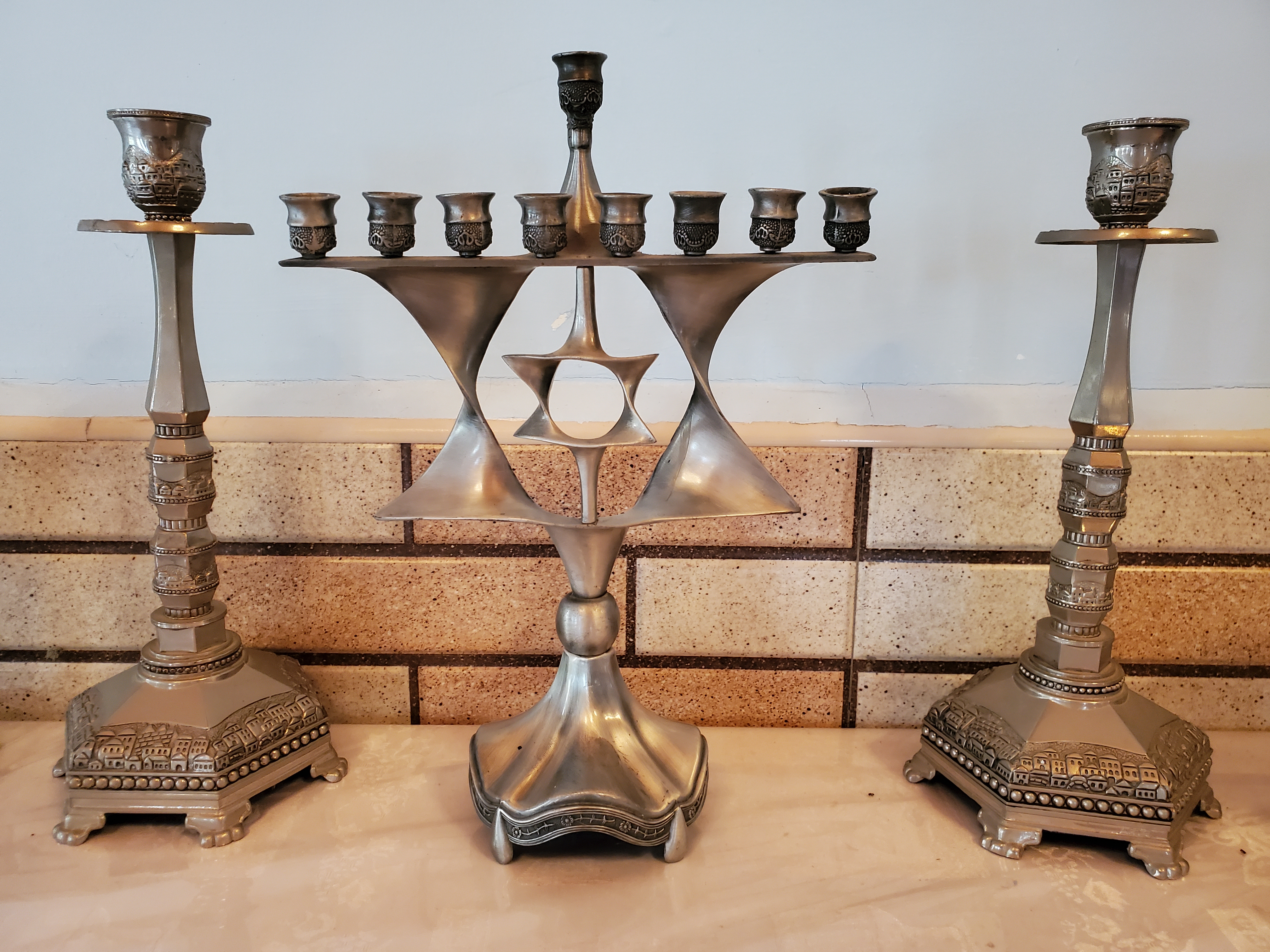